# Хвороба Лібенкрафта
Хвороба Лібенкрафта[ISBN відсутній] — роман українського письменника Олександра Ірванця, що вийшов 2010 року у видавництві Фоліо (Харків) у видавничій серії «Графіті».
За словами автора, роман має три головні теми: театр, смерть і внутрішній зір. Химерна історія, що відбувається в уявному суспільстві.

## Відгуки
Юрій Андрухович:
|  | За останні 3 або 4 роки мого читацького досвіду вперше трапилося щось таке, від чого я не зміг відірватися. Це справді дуже добрий роман, і як колега по перу я Сашкові заздрю. |

## Видання
- Олександр Ірванець, Хвороба Лібенкрафта. Роман — Харків: Фоліо, 2010.